# 臺灣文獻叢刊
《臺灣文獻叢刊》，年代上自唐、宋、元、明、清，下至日治時期的臺灣方志、明鄭史料、清代檔案、私家著述、私人文集、南明史籍、詩文輯錄，以及臺灣之歷史、地理、風俗、民情、政治、經濟、社會、文化、法制等文獻資料。

## 沿革
由臺灣銀行金融研究室（後改名「經濟研究室」）周憲文主任，因研究臺灣經濟，進而邀相關學者彙輯臺灣史史料，自民國46年（1957年）8月至民國61年（1972年）12月，約15年集成，計309種、595冊，除臺灣所在圖書館藏之外，美、日、港、英、荷等國公私館藏史料（手抄本、孤本）亦蒐錄在內。

## 載體
原32開（开本、紙張尺寸），經大通書局依據業已絕版的《臺灣文獻叢刊》放大為25開重印為190冊，漢珍數位圖書則進行數位化掃瞄保存電子檔案。

## 外部連結
公開資料庫（擇一）
- （中文）臺灣文獻叢刊 （页面存档备份，存于） - 中央研究院漢籍電子文獻
- （中文）臺灣文獻叢刊 （页面存档备份，存于） - 國立東華大學
- （中文）電子資源 - 國史館臺灣文獻館